# Ratvaj
Ratvaj (szlovákul: Ratvaj) község Szlovákiában, az Eperjesi kerület Kisszebeni járásában.

## Fekvése
Eperjestől 15 km-re északra, a Tarca-folyó és a Szekcső-patak között fekszik.

## Története
1374-ben „Rathway” alakban említik először, mint a Thököly család birtokát. 1427-ben 18 portával adózott a Gombás családnak. 1787-ben 17 házában 130 lakos élt.
A 18. század végén Vályi András így ír róla: „RATVAJ. Tót falu Sáros Vármegyében, földes Ura Péchy Uraság, lakosai külömbfélék, fekszik Szent-Györgyhöz közel, mellynek filiája, földgye közép termékenységű, réttye kétszer kaszáltatik, legelője, erdeje van, piatza sints meszsze, második osztálybéli.”
A 19. században a Péchyek birtoka. 1828-ban 20 háza és 156 lakosa volt, akik főként mezőgazdasággal foglalkoztak.
Fényes Elek 1851-ben kiadott geográfiai szótárában így ír a faluról: „Ratvas, tót falu, Sáros vmegyében, Sz. György fil. 129 kath., 12 zsidó lak. Ut. p. Bártfa.”
1850 és 1890 között sok lakója kivándorolt. A trianoni diktátum előtt Sáros vármegye Kisszebeni járásához tartozott.
A háború után lakói mezőgazdasággal, állattartással, erdei munkákkal foglalkoztak.

## Népessége
| Év:            | 1994. | 2004.   | 2014.   | 2024.    |
| -------------- | ----- | ------- | ------- | -------- |
| Emberek száma: | 131   | 143     | 141     | 163      |
| Eltérés:       |       | +9,16 % | -1,39 % | +15,60 % |

| Év:            | 2023. | 2024.   |
| -------------- | ----- | ------- |
| Emberek száma: | 162   | 163     |
| Eltérés:       |       | +0,61 % |

1910-ben 95, túlnyomórészt szlovák lakosa volt.
2001-ben 141 szlovák lakosa volt.
2011-ben 140 lakosából 138 szlovák.